# Warczewiczella guianensis
Warczewiczella guianensis är en orkidéart som först beskrevs av Lafontaine, G.Gerlach och Karlheinz Senghas, och fick sitt nu gällande namn av Robert Louis Dressler. Warczewiczella guianensis ingår i släktet Warczewiczella och familjen orkidéer. Inga underarter finns listade i Catalogue of Life.